# Can Puig (Palma)
Can Puig, també conegut com a Cal Comte Puig i Can Montenegro, és una casa senyorial de la ciutat de Mallorca situada al carrer homònim. Pren el nom de la família Despuig, el nom popular dels quals era Puig, família que n'és propietària del segle xvii ençà.

## Història
S'alça sobre un antic casal gòtic del qual romanen restes de finestres coronelles damunt els balcons de la planta noble. Fou propietat de la família Santjoan, fins que el segle xvii fou adquirit pels Despuig, comtes de Montenegro. Durant el segle xviii patí una gran reforma, que afectà la façana, el pati i les dependències de la planta noble i que donà al conjunt un aspecte barroc. Al segle xix fou habilitat com a quarter i com a comandància de carabiners, i per aquest motiu sofrí desperfectes.
El segle xix, la biblioteca dels Despuig, localitzada a la casa, era una de les més notables de la ciutat, i bona part del seu fons provenia del fons del cardenal Despuig. Destacava una carta marítima del cartògraf Gabriel Vallseca. També destacaven nombroses pintures d'autors de renom com Murillo, Juncosa, Femenia i Van Dyck.

## Descripció
Està situat a la part alta del carrer de Can Puig, oficialment carrer de Montenegro, a prop del cap de cantó que fa amb el carrer de Sant Feliu, en una barriada on les cases senyorials abunden. La tipologia obeeix als cànons de les cases senyorials de Mallorca, amb planta baixa, planta noble i porxo, i manté la distribució tradicional de les mansions urbanes.
A la façana, té dos grans portals dovellats de mig punt, entre els quals hi ha l'escut de la família Despuig amb una inscripció al·lusiva a un dels seus membres. La planta noble té cinc balcons amb baranes italianitzants de ferro forjat que en el centre dibuixen l'escut dels Despuig. Les finestres del porxo es configuren mitjançant pilars octogonals i arcs de traçat conopial.
El vestíbul, cobert d'un enteixinat de fusta, s'obre a un gran pati limitat per dos arcs carpanells sobre columnes dòriques. Al fons, l'escala porta a la planta noble, que al primer pis conforma una galeria amb una balustrada que guaita al pati.